# Listicle
Listicle [ˈlɪstɪk(ə)l] ist eine Wortkreuzung aus englisch list „Liste“ und article „Artikel“ und bezeichnet einen 
journalistischen Artikel, der in Aufzählungsform, eben als Liste veröffentlicht wird. Ein typisches Listicle ist ein Blog oder Zeitschriftenartikel mit einer Überschrift wie „10 Dinge, die der Mann braucht“ oder „Was passiert beim Grexit?“ und einem nachfolgenden Text, der sich wie eine locker formulierte Aufzählung liest.

## Herkunft und Rezeption
Listicles sind, noch bevor sie so genannt wurden, in der Boulevardpresse seit langem beliebt, weil sie dem Leser suggerieren, er müsse sich nur durch eine prägnant geschriebene Aufzählung lesen, um ein komplexes Thema ohne Anstrengung zu erschließen. Der Begriff selbst kam seit etwa dem Jahr 2010 über Online-Nachrichtenportale auf, die auf Kürze und Prägnanz setzen, um Aufmerksamkeit zu erzeugen. Ein prominentes englischsprachiges Beispiel ist BuzzFeed, wo jede Thematik in Form von Listicles umgesetzt wird, manchmal sogar völlig ohne Text, sondern nur mit inhaltlich aufeinander abgestimmten Bildern oder Videos. Möglicherweise hat BuzzFeed den Begriff des Listicles erfunden. Ein weiteres großes Listicle-Portal ist cracked.com.
Man unterscheidet formal zwischen drei Typen des Listicles:
- nach Rang. Beispiel: „Die 100 besten Alben der letzten zwanzig Jahre“
- thematisch: Der Autor stellt die Rangliste nach der persönlichen Einschätzung auf.
- nach Zufall

Wegen des schnellen, oft oberflächlichen journalistischen Stils wird das Listicle von Sprachpflegern kritisch betrachtet. Befürworter geben zu bedenken, dass das Listicle nur eine Form sei, ein Behälter für Inhalte beliebiger Tiefe.